# Ubisoft Film & Television
Ubisoft Film & Television, anciennement Ubisoft Motion Pictures, est une société française de production cinématographique et télévisuelle créée en janvier 2011 par l'éditeur de jeux vidéo Ubisoft, dont elle est une filiale.
Sa mission est de transposer les franchises de jeux vidéo dans les domaines du cinéma et de la télévision en s'inspirant des mondes d'Ubisoft et de la culture du jeu vidéo.

## Histoire
Depuis 2008, Ubisoft mène une stratégie de développement transmédia pour valoriser ses franchises de jeux vidéo telles qu'Assassin's Creed ou Splinter Cell. En juillet, l'éditeur achète Hybride Technologies, un studio spécialisé dans la création d'effets visuels pour le cinéma, la télévision et la publicité. Ce dernier réalise en octobre 2009 Assassin's Creed: Lineage, une série de courts-métrages mélangeant décors en images de synthèse et vrais acteurs.
En janvier 2011, Ubisoft crée la société de production Ubisoft Motion Pictures, pour pouvoir transposer ses franchises dans les domaines du cinéma et de la télévision, sans vendre les licences à des studios extérieurs. L'éditeur garde ainsi un contrôle créatif sur les projets d'adaptation, choisissant les scénarios, les réalisateurs, les acteurs principaux... La direction du studio est confiée à trois personnalités du cinéma : Jean-Julien Baronnet, ex-DG d'EuropaCorp, est nommé PDG, Didier Lupfer, ex-M6 et Canal+, est chargé de la production et du développement, et Jean de Rivières, ex-Disney, du marketing et de la distribution à l'international.
La première production de la nouvelle structure est la série télévisée d'animation Les Lapins Crétins : Invasion qui est diffusée en 2013 aux États-Unis et en France. En décembre 2013, le parc du Futuroscope a ouvert l'attraction "The Time Machine" basée sur l'univers des lapins crétins, produit par Ubisoft Motion Pictures, Jora Vision et Futuroscope. En 2014, le parc reçoit le Prix de la Meilleure attraction au monde du TEA (Themed Entertainment Association).
Assassin's Creed sort en salle en 2016. Le film réalisé par Justin Kurzel met à l'affiche Michael Fassbender et Marion Cotillard .
Le studio a considérablement élargi ses ambitions en termes de séries télévisées. Plusieurs projets animés ont été annoncés en septembre 2019, et une première série en prise de vues réelles a été lancée : Mythic Quest, disponible sur Apple TV+.
Ce projet est également le premier à ne pas être associé à une franchise de jeux Ubisoft. La série, qui met en vedette un casting qui comprend Rob McElhenney et F. Murray Abraham, a été renouvelée pour une deuxième saison.
Lapins Crétins : Invasion est diffusé dans le monde entier, notamment sur Netflix. En France, c’est France Télévisions qui continue la diffusion sur ses chaînes.
Durant la Geeked Week de Netflix en juin 2021, Netflix a annoncé être le diffuseur des futures séries Captain Laserhawk: A Blood Dragon Remix, Splinter Cell et Far Cry.

## Productions

### Films
| Titre            | Année | Producteurs                                               | Distributeurs    | Budget        | Revenus         |
| ---------------- | ----- | --------------------------------------------------------- | ---------------- | ------------- | --------------- |
| Assassin's Creed | 2016  | Regency Enterprises DMC Film The Kennedy/Marshall Company | 20th Century Fox | $130 millions | $240,7 millions |
| Loups-garous     | 2021  | Vanishing Angle                                           | IFC Films        | $6,5 millions | $991 898        |

#### À venir
| Titre                      | Année | Producteurs                                                | Distributeurs                            |
| -------------------------- | ----- | ---------------------------------------------------------- | ---------------------------------------- |
| Tom Clancy's Ghost Recon   |       | Bay Films Platinum Dunes                                   | Warner Bros. Pictures                    |
| Tom Clancy's The Division  |       | Nine Stories Productions Freckle Films 87North Productions | Netflix                                  |
| Rabbids                    |       | Mandeville Films Stoopid Buddy Stoodios                    | Lionsgate                                |
| Just Dance                 |       | Olive Bridge Entertainment                                 | Screen Gems                              |
| Beyond Good & Evil         |       |                                                            | Netflix                                  |
| Tom Clancy's Splinter Cell |       | New Regency Thunder Road Pictures                          | Paramount Pictures Warner Bros. Pictures |
| Riders Republic            |       | Gaumont                                                    |                                          |

### Séries télévisées
| Titre                          | Année            | Producteurs                                    | Média     |
| ------------------------------ | ---------------- | ---------------------------------------------- | --------- |
| Mythic Quest: Raven's Banquet, | 2020–aujourd'hui | RCG Productions 3 Arts Entertainment Lionsgate | Apple TV+ |

#### À venir
| Titre                  | Année | Producteurs         | Média   |
| ---------------------- | ----- | ------------------- | ------- |
| Série Assassin's Creed |       |                     | Netflix |
| Child of Light         |       |                     |         |
| Série Driver series    |       |                     | Binge   |
| Skull & Bones          |       | Atlas Entertainment |         |

### Séries d'animation
| Titre                                   | Année     | Producteurs                                   | Média                                        |
| --------------------------------------- | --------- | --------------------------------------------- | -------------------------------------------- |
| Les Lapins Crétins : Invasion           | 2013-2022 | TeamTO Supamonks Anima France Télévisions CNC | France 3 (France) Nickelodeon (U.S.) Netflix |
| Rabbids Short Stories                   | 2019      |                                               | YouTube                                      |
| Captain Laserhawk: A Blood Dragon Remix | 2023      |                                               | Netflix                                      |

#### À venir
| Titre                                   | Année | Producteurs | Média   |
| --------------------------------------- | ----- | ----------- | ------- |
| Far Cry                                 |       |             | Netflix |
| Hungry Shark Squad                      |       |             |         |
| Cyber Mysteries (inspiré de Watch Dogs) |       |             |         |
| Rayman                                  |       |             |         |
| Tom Clancy's Splinter Cell              |       |             | Netflix |